# Pushkin (cratère)
Pour les articles homonymes, voir Pouchkine (homonymie).
Pushkin est un cratère d'impact présent à la surface de Mercure. 
Ce cratère fut ainsi nommé par l'Union astronomique internationale en 1976 en hommage au poète et dramaturge russe Alexandre Pouchkine. 
Son diamètre est de 232,1 km. Il se situe dans le quadrangle de Bach (quadrangle H-15) de Mercure.